# Paranthura japonica
Paranthura japonica är en kräftdjursart som beskrevs av Richardson 1909. Paranthura japonica ingår i släktet Paranthura och familjen Paranthuridae. Inga underarter finns listade i Catalogue of Life.